# 洛浦元安
洛浦元安（843年—898年）湖南澧州洛浦山（樂普山）元安禪師，鳳翔（今陝西鳳翔）麟遊人，俗姓淡。二十歲於歧陽懷恩寺出家，不久即受具足戒，曾問道翠微無學、臨濟義玄，並成為臨濟禪師的侍者。法嗣於夾山善會禪師。先後駐錫澧州（湖南）的洛浦（樂普）、蘇谿等地弘法，接引四方僧眾。元安禪師示寂于光化元年(898)。

## 師承
- 夾山善會

## 弟子
- 永安善静 [3]

## 公案軼事
洛浦元安成為臨濟侍者時，臨濟曾對眾讚嘆說道：“此臨濟門下一隻箭，誰敢當鋒?”元安禪師得到臨濟禪師的肯定，心裡很高興，認為自己開悟了，可是實際上他並沒有透徹。洛浦後來辭別臨濟，往南方去了。
臨濟後告訴門人說：“臨濟門下有個赤梢鯉魚，搖頭擺尾，向南方而去，不知向誰家齏瓮里淹殺。”鯉魚躍過龍門就變龍了，這條鯉魚還沒有變龍，本來要變，結果沒變，到南方去了，不知誰家能收服得了他。(臨濟是在山東)。
洛浦元安侍奉夾山善會禪師多年，當夾山善會和尚即將圓寂之時，感慨法門後繼無大器者，對著大眾說：「你們一群粥飯僧，如何撐起法門？法門衰微，怎麼是好？」
元安禪師即刻站起言道：「師座放心，自有青山在。」夾山善會和尚一聽，哈哈大笑，點頭說：「哦！原來有你。」

## 外部連結
- 《五灯会元》第六卷 青原派二 青原下五世--夹山会禅师法嗣 洛浦元安禅师
- 【洛浦元安禅师 】[五灯会元 - 宋·普济] （页面存档备份，存于）